# Smith Tower
 Smith Tower (с англ. — «Смит Тауэр», «Башня Смита») — небоскреб на Пионерской площади в Сиэтле, в штате Вашингтон. Строительство небоскрёба завершено в 1914 году. Здание 38-этажное, высота равна 484 фута (148 м). Башня — старейший небоскрёб в городе, также была одним из самых высоких небоскребов за пределами Нью-Йорка на момент завершения. Небоскрёб являлся самым высоким зданием, расположенным к западу от реки Миссисипи. Однако вскоре Smith Tower уступил это звание Kansas City Power & Light (это произошло в 1931 году). Здание являлось самым высоким на Западном побережье, но этот рекорд был побит Спейс-Нидл в 1962 году.
Smith Tower назван в честь магната огнестрельного оружия и производителя пишущих машинок Лимана Корнелиуса Смита. Является достопримечательностью Сиэтла.

## История

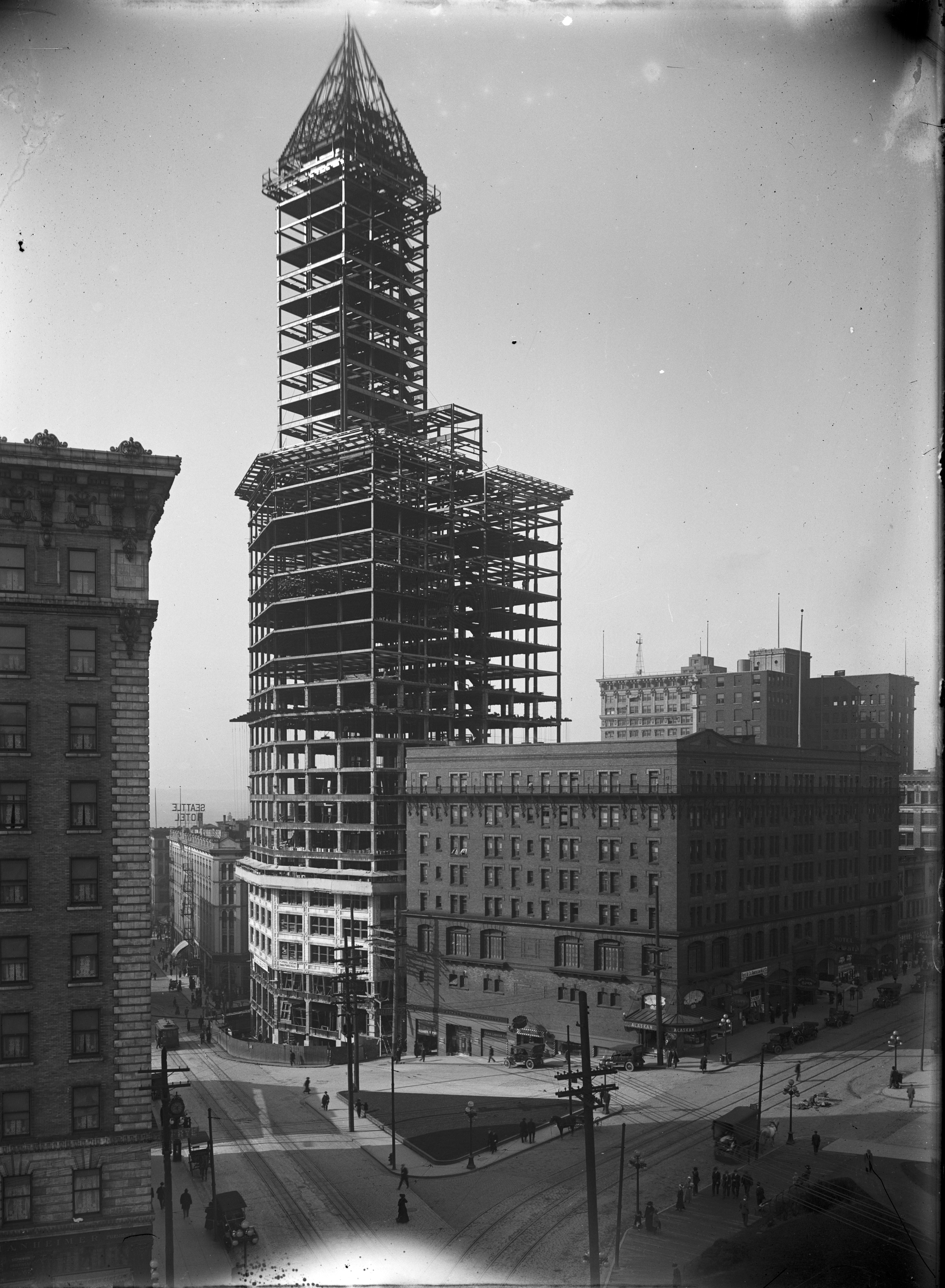
Строительство башни, февраль 1913 г.

Во время поездки в Сиэтл в 1909 году Смит запланировал построить 14-этажное здание в Сиэтле. Его сын, Бернс Лиман Смит, убедил его построить более высокий небоскрёб, чтобы «украсть» лидерство у Национального дома недвижимости Такомы (тогда именно это здание было самым высоким среди тех, которые находились к западу от Миссисипи). Строительство началось в 1911 году. Хотя Смит не дожил до окончания строительства, здание было завершено в 1914 году. Его высота составила 143 метра, если считать иначе[уточнить перевод] — 159 метров. Небоскрёб был открыт 4 июля 1914 года. В день открытия более 4000 жителей отправились на 35-й этаж.
Китайская комната — одна из комнат небоскрёба. Исчезла после реконструкции 2016 года. В ней находилась мебель из чёрного дерева. Комната была обставлена последней императрицей Китая Цыси. В комнате находился «стул желаний» с резным драконом и фениксом (символами брака). Согласно поверью, любой не состоящий в браке человек, который сидел на этом стуле, женится или выйдет замуж в течение года. Эта легенда сбылась для дочери Смита, которая вышла замуж.
Ивар Хаглунд (Ivar Haglund) купил башню за 1,8 миллиона долларов в 1976 году. Фонд Samis Foundation приобрёл башню в 1996 году. В 2006 году здание было приобретено Walton Street Capital. Ремонт небоскрёба производился в 1986 году и в 1999 году.
В последние годы различные компании занимают Smith Tower, некоторые используют оптоволоконные кабели. Взрыв пузыря доткомов повредил развитию Smith Tower, так как количество неиспользуемой площади выросло до 26,1 процента, этот показатель был вдвое больше, чем в среднем по Сиэтлу. Например, группа Уолта Диснея стала занимать не 7 этажей, а 4. К 2007 году показатель вырос до 90 процентов благодаря новым компаниям, таким как Microsoft Live Labs.
После объявления об отъезде двух крупнейших компаний Walton Street Capital подал безуспешную заявку на преобразование здания в кондоминиум.

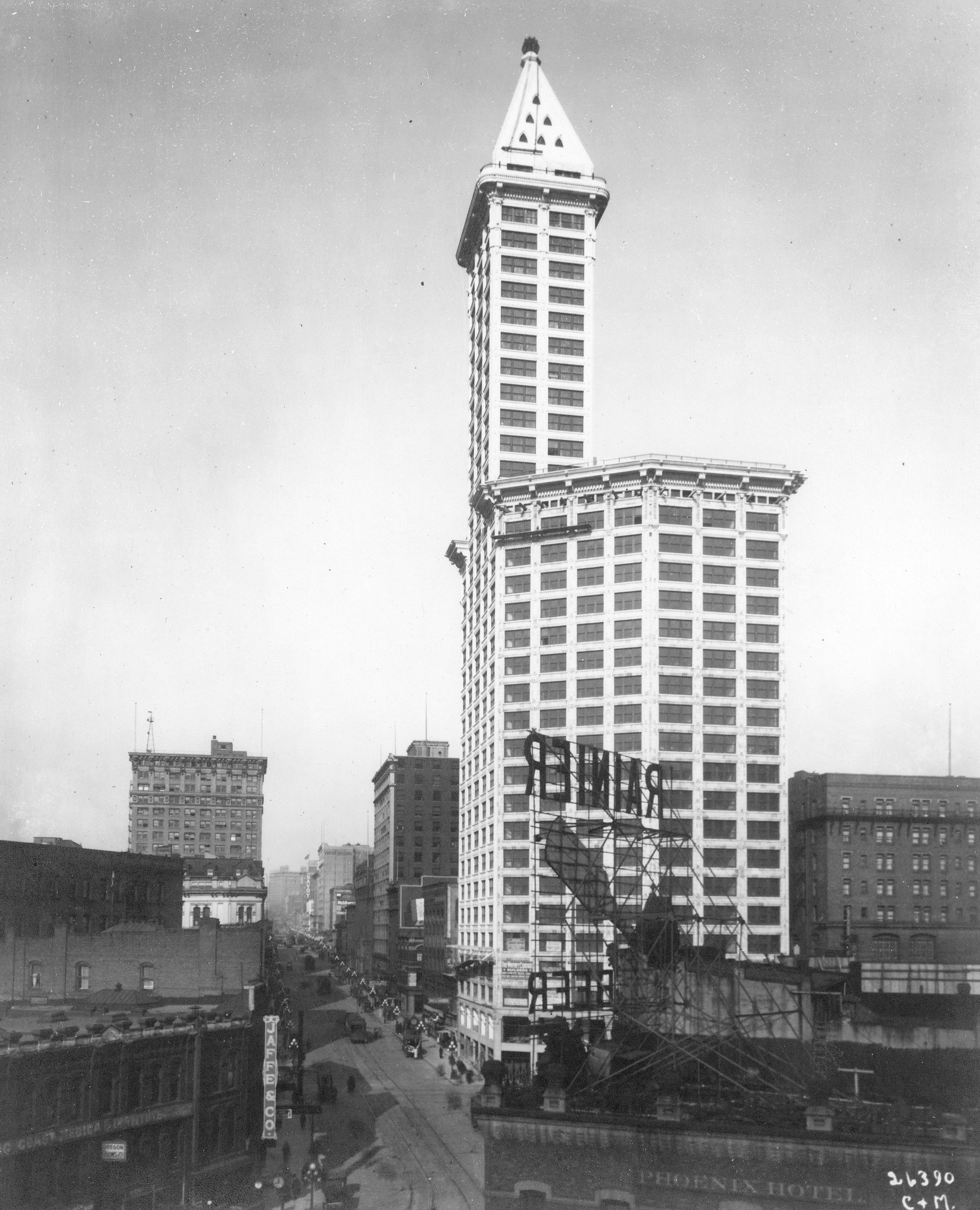
Небоскрёб, 1914 год

В 2011 году CBRE Group сообщила, что покупает ипотечный кредит на 42,5 млн долларов. Кредит был взят в 2006 году нынешним владельцем. Когда CBRE вмешался, 70 % площади не использовалось, доход от аренды не покрывал операционные расходы, а стоимость небоскрёба была оценена менее чем в половину суммы кредита. Башня Смита была продана CBRE на открытом аукционе 23 марта 2012 года.
Весной 2012 года Smith Tower был ненадолго оживлён: появились компании, включая Portent, Inc., Aukema & Associates, Push Design и Rialto Communications.
Также в 2012 году вокалист Death Cab for Cutie Бен Гиббард спел о башне в песне «Teardrop Windows».
В январе 2015 года компания Unico Properties купила Smith Tower за 73,7 миллиона долларов. Позже новые владельцы прекратили допуск посетителей и начали реконструировать общественные зоны, включая Китайскую комнату, которая была закрыта с 2014 года. Был построен ресторан в стиле спикизи, его еда напоминала о временах сухого закона. В результате постройки этого ресторана Китайская комната закрылась навсегда. В этом ресторане использовались такие элементы декора и мебели, как кресло Wishing и резные потолки из тикового дерева.
25 августа 2016 года возобновился тур для посетителей «Смит Тауэр». Были добавлены новые достопримечательности, открыт бар. Стоимость билета — 19,14 долларов США — напоминает о дате постройки здания. Чтобы попасть в бар, не оплачивая тур, придётся заплатить около половины этой цены. На первом этаже был открыт магазин розничной торговли. Здание было продано Goldman Sachs в октябре 2018 года. Здание было продано вместе с некоторыми другими зданиями в Сиэтле и Денвере, цена всех зданий составила 750 миллионов долларов.

## Описание

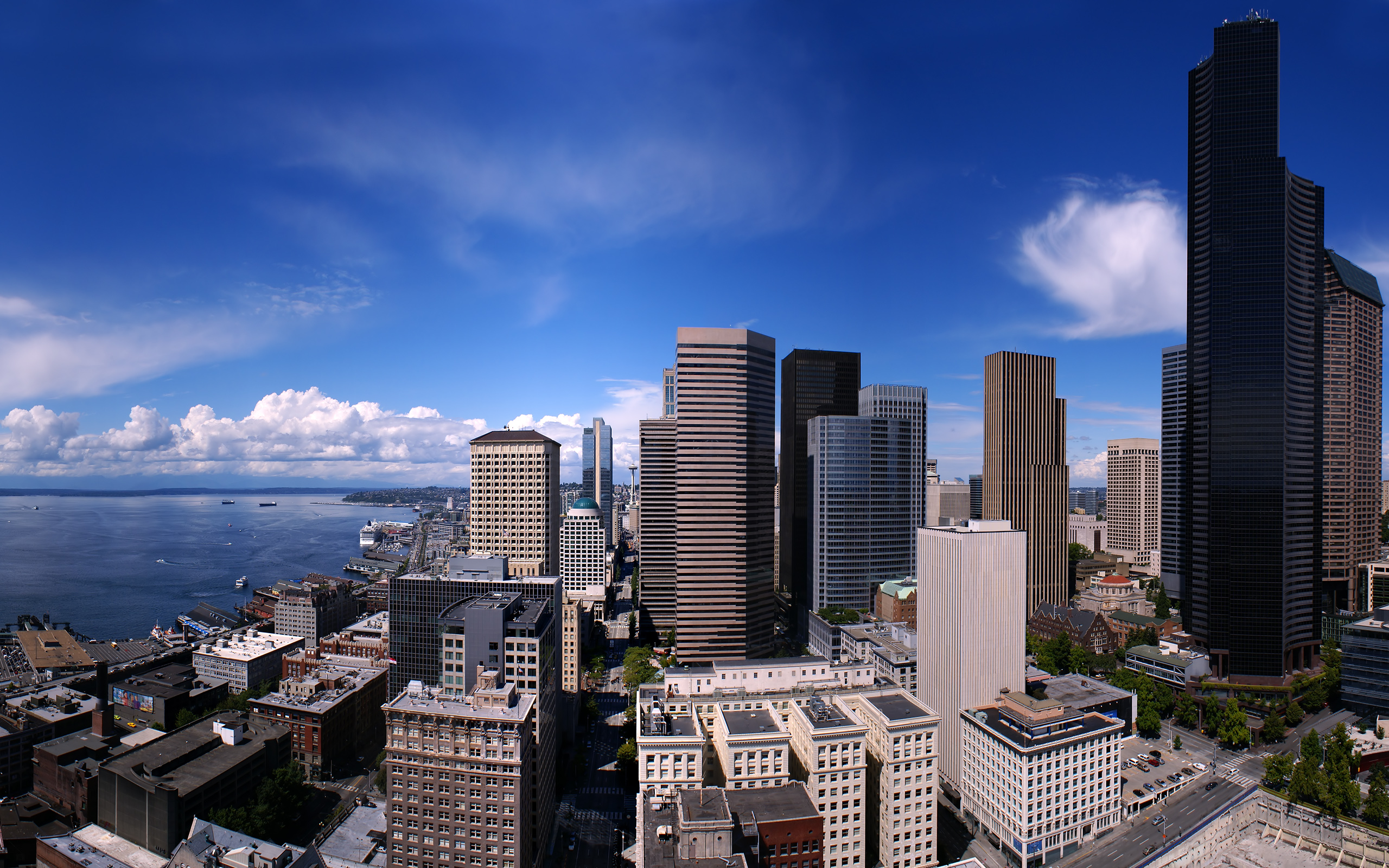
Вид со смотровой площадки, август 2007 г.

Smith Tower — пример неоклассической архитектуры. На первом и втором этажах небоскрёб облицован гранитом, а на остальных — терракотой. В 1976 году была произведена чистка внешней стороны здания.
Здание является одним из последних на западном побережье, где работают операторы лифтов. Компания Otis Elevator предоставила лифты. Двери лифтов имеют решетку, поэтому посетитель может видеть стеклянные стены офисов.
После восстановления здания в начале 1990-х годов был убран 38000-литровый резервуар для воды в верхней части башни. Получившееся пространство превратилось в трехэтажный пентхаус, единственную резиденцию в здании. В 2010 году его занимали художник/инвестор Петра Франклин, её муж Дэвид Лахай и две дочери.
Здание увенчано 8-футовым стеклянным куполом, освещаемым синим светом (в декабре — зелёным).